# Pik Odoevskogo
Pik Odoevskogo (englische Transkription von russisch Пик Одоевского Pik Odojewskowo, deutsch ‚Odejewskispitze‘) ist ein Berg im ostantarktischen Königin-Maud-Land. Er ragt westlich der Mayrkette in der Gjelsvikfjella auf.
Russische Wissenschaftler benannten ihn. Der Namensgeber ist nicht überliefert.